# 烏波拉 (堪薩斯州)
烏波拉（英語：Upola）是位於美國堪薩斯州艾克縣的一個鬼鎮。

## 歷史
烏波拉的郵政局於1887年設立，直到1909年結束營運。